# Monte Ginezzo
Monte Ginezzo este o arie protejată (arie specială de conservare — SAC, sit de importanță comunitară — SCI, arie de protecție specială avifaunistică — SPA) din Italia întinsă pe o suprafață de 1.604 ha, integral pe uscat.

## Localizare
Centrul sitului Monte Ginezzo este situat la coordonatele 43°16′52″N 12°04′36″E / 43.281111°N 12.076667°E.

## Înființare
Situl Monte Ginezzo a fost declarat sit de importanță comunitară în iunie 1995 pentru a proteja 10 specii de animale. Alte tipuri de protecție:
- arie de protecție specială avifaunistică (în martie 2004)[2]
- arie specială de conservare (în mai 2016)[1][3][4]

## Biodiversitate
Situată în ecoregiunea mediteraneană, aria protejată conține 7 habitate naturale: Păduri panonice-balcanice de stejar turcesc - stejar sesil, Păduri de stejar alb estice, Formațiuni de Juniperus communis pe lande sau pajiști calcaroase, Pajiști carstice calcaroase sau bazofile, de Alysso-Sedion albi, Pajiști uscate seminaturale și facies de acoperire cu tufișuri pe substraturi calcaroase (Festuco-Brometalia) (* situri importante pentru orhidee), Pajiști uscate europene, Păduri de Castanea sativa.
La baza desemnării sitului se află mai multe specii protejate de  păsări (10): caprimulg (Caprimulgus europaeus), șerpar (Circaetus gallicus), erete cenușiu (Circus pygargus), șoim călător (Falco peregrinus), vânturel roșu (Falco tinnunculus), sfrâncioc roșiatic (Lanius collurio), ciocârlie de pădure (Lullula arborea), viespar (Pernis apivorus), codroșul de pădure (Phoenicurus phoenicurus), silvie de tufiș (Sylvia undata)
Pe lângă speciile protejate, pe teritoriul sitului au mai fost identificate 1 specie de plante, 1 specie de păsări, 2 specii de amfibieni, 2 specii de mamifere, 1 specie de nevertebrate, 4 specii de reptile.